# Pierre Pringuet
Pierre Pringuet, né le 31 janvier 1950 à Paris, est un haut fonctionnaire et dirigeant d'entreprise français. Il est l'actuel vice-président du conseil d'administration de Pernod Ricard .

## Biographie

### Famille
Pierre Pringuet est fils de médecins. Sa mère, tunisienne, a obtenu la nationalité française par son mariage.
Marié à Anne-Catherine, il est père de deux filles, Alexia et Aurore.

### Formation
Il entre à l’École polytechnique en 1969 après avoir fréquenté les lycées parisiens Carnot et Louis-le-Grand. Il est diplômé du Corps des Mines en qualité d'ingénieur.

### Fonction publique, 1976-1987
Il commence sa carrière dans la fonction publique. Ingénieur au service de l'industrie et des mines, il est chargé de mission auprès du préfet de la région Lorraine entre 1976 et 1978, puis auprès du directeur général de l'Industrie entre 1979 et 1982, pour lequel il est responsable des procédures financières et des relations sociales.
Nommé ingénieur en chef des mines en 1981, il entre comme conseiller technique au cabinet de Michel Rocard (1981-1985), ministre du Plan et de l'Aménagement du territoire puis de l'Agriculture. Il continuera par la suite à animer le Cabaroc, association des anciens des "cabinets à Rocard". En 1984, il participe à la création du Comité Sully, une association destinée à promouvoir l’industrie agroalimentaire française dont il deviendra par la suite le président.
Il devient ensuite directeur des Industries agricoles et alimentaires au Ministère de l'Agriculture.

### Pernod Ricard, 1987-2015
Il rejoint le groupe Pernod Ricard en 1987 comme directeur du développement. Il participe activement à son expansion internationale, en occupant successivement les fonctions de directeur général de la Société pour l’exportation de grandes marques (1989 - 1996), puis PDG de Pernod Ricard Europe (1997-2000).
En 2000, il rejoint Patrick Ricard, à la holding, pour former l’équipe de direction du groupe avec Richard Burrows nommé, comme lui, codirecteur général de Pernod Ricard. Ce nouvel exécutif est mis en place pour renforcer l’ambition mondiale du Groupe, au moment où celui-ci acquiert une partie des activités de Seagram. Il transforme progressivement la perception de Pernod Ricard auprès de la communauté financière en l'une des entreprises les plus performantes parmi les leaders du secteur des Vins et Spiritueux. 
En décembre 2005, il devient l’unique directeur général délégué du groupe à la suite du succès de l’acquisition et de l'intégration d’Allied Domecq.
En 2008, il complète l’internationalisation de Pernod Ricard via l’acquisition de Vin & Sprit. La même année, à la suite du retrait des fonctions opérationnelles de Patrick Ricard, Pierre Pringuet est nommé directeur général de Pernod Ricard le 5 novembre 2008 jusqu'à l'expiration de son mandat le 11 février 2015.
En juin 2012, il est élu président de l'Association française des entreprises privées à la suite de la démission de Maurice Lévy. Il organise un déjeuner à l'Élysée, le 23 août 2012, entre François Hollande et les principaux patrons de cette association.
Le 29 août de cette même année 2012, à la suite de la mort brutale de Patrick Ricard Pierre Pringuet est nommé vice-président du conseil d'administration de Pernod Ricard.
En 2014, Alexandre Ricard est nommé président directeur général du groupe, Danièle Ricard étant présidente du conseil d'administration. Pierre Pringuet quitte le groupe Pernod Ricard tout en restant au conseil d'administration qu'il finit par quitter en novembre 2019 pour entrer en retraite, remplacé par Philippe Petitcolin,.

### Associations professionnelles, 2015-
Depuis décembre 2014, il est président de Scotch Wiskhy Association, il a été président du conseil d’administration d'AgroParisTech de 2014 à 2017.
Après Maurice Levy, Pierre Pringuet a présidé de 2012 à 2017 l'Association française des entreprises privées (AFEP), dont la ligne est favorable à une organisation économique libérale.
Il est par ailleurs depuis 2015 président de l'AAIM, association amicale des ingénieurs des mines (corps des Mines), en remplacement de Jean-Louis Beffa.
Depuis novembre 2015, Pierre Pringuet est président de la Fondation ParisTech.

## Rémunérations
En 2012, Pierre Pringuet a perçu 2 642 366 euros pour ses fonctions de directeur général de Pernod Ricard (-1% vs 2011). 

## Honneurs
- Chevalier de la Légion d'honneur[11]
- Chevalier de l'ordre national du Mérite[11]
- Officier du Mérite agricole[11]
- Officier de la Légion d'honneur (14 juillet 2018)[12]